# Noemia flavicornis
Noemia flavicornis là một loài bọ cánh cứng trong họ Cerambycidae.